# Ruśka Polana
Ruśka Polana (ukr. Руська Поляна) – wieś na Ukrainie, w obwodzie czerkaskim, w rejonie czerkaskim, siedziba hromady. W 2016 liczyła 8341 mieszkańców.